# الگ کوزوفکف
اُلگ گنادیویچ کوزوفکف (روسی: Олег Геннадьевич Кузовков؛ زادهٔ ۲۲ اکتبر ۱۹۶۰ میلادی) اَنیماتور، کارگردان فیلم، فیلم‌نامه‌نویس و فیلم‌بردار اهل روسیه است.
از فیلم‌ها یا مجموعه‌های تلویزیونی که وی در آن‌ها نقش داشته است، می‌توان به ماشا و خرس اشاره نمود.